# 1211
[[Категорија: 1211
.| ]]Година 1211 (MCCXI) била је проста година која је почела у суботу.

## Догађаји
- Википедија:Непознат датум — У Трнову је одржан државни сабор који је сазвао бугарски цар Борил, са циљем да се сузбије богомилство. На сабору је осуђено богомилство, а многи богомили су били приморани да се одрекну свог учења или су били кажњени.
- Википедија:Непознат датум — У Португалији је умро Санчо I а на престо је дошао његов син Алфонс II.
- Википедија:Непознат датум — У Нирнбергу је сицилијански краљ Фридрих Швапски изабран за краља Немачке као противкандидат Отона IV.
- Википедија:Непознат датум — И поред неразмера у снази војске, никејски владар Теодор I Ласкарис изашао је као победник из рата са селџучким иконијским султанатом Кејхусревом I. Касније се суочио с латинском војском под водством цариградског цара Хенрика, који га је поразио и заузео територију до Пергама и Нимфеја.
- Википедија:Непознат датум — У свереној Индији Шамс уд-Дин Илтут-миш преузима власт у Делхију те је признат за легитимног султана Багдадског калифата.

## Смрти
- 11. новембар — Санчо I, краљ Португалије